# Daitoshokan no Hitsujikai
Daitoshokan no Hitsujikai - A good librarian like a good shepherd (大図書館の羊飼い - A good librarian like a good shepherd?, Dai-toshokan no Hitsuji-kai, lett. "Il pastore della grande biblioteca - Un buon bibliotecario è come un buon pastore") è una visual novel giapponese per adulti, sviluppata dalla compagnia August, pubblicata il 25 gennaio 2013 per Microsoft Windows. Diatoshokan no Hitsujikai è il nono videogioco della August.
August annunciò per la prima volta la creazione di una nuova visual novel al Comiket 80 nell'agosto 2011, mentre il 21 ottobre la notizia apparve ufficialmente sul sito della società. Il character design fu affidato a Bekkankō; della sceneggiatura si occuparono Taku Sakakibara, Hiroyuki Uchida e Hideaki Anzai, le musiche, invece, furono composte dai membri di Active Planets.
Il videogioco fu adattato in cinque serie manga nel 2012 e in una serie televisiva anime di 12 episodi prodotta nel 2014 da Hoods Entertainment e 6 OAV.

## Trama
La scuola superiore Shiomi (汐美学園?, Shio-mi Gakuen) è un grande istituto che ospita 50.000 persone, di cui 8.000 solo di personale e docenti. Contiene molti impianti sportivi, dormitori, e la "grande biblioteca" (大図書館?, daitoshokan), la cui ampiezza si avvicina a quella della Biblioteca Nazionale.
Un giorno, mentre si reca a scuola, Kyotaro Kakei riceve un libro dal "pastore", insieme all'avviso che il suo destino sta per cambiare. Infatti, il ragazzo ha una visione in cui si verifica un incidente alla stazione del tram, e riesce ad evitarlo portando via la giovane Tsugumi Shirasaki, sua compagna di scuola. Tsugumi, che ha ricevuto anch'ella un libro dal "pastore", lo ringrazia e gli chiede di aiutarla a rendere più divertente la vita scolastica: a loro si aggiungono via via altre persone, tutte visitate dal "pastore", che si dice appaia a chiunque faccia del suo meglio per realizzare i propri sogni.

## Personaggi

### Personaggi principali
Kyotaro Kakei (筧京太郎?, Kakei Kyōtarō)
Tsugumi Shirasaki (白崎つぐみ?, Shirasaki Tsugumi)
Bibliotecaria della scuola, è attiva, gentile e testarda.
Tamamo Sakuraba (桜庭玉藻?, Sakuraba Tamamo)
Bibliotecaria della scuola, lavora sempre duramente.
Senri Misono (御園千莉?, Misono Senri)
Una ragazza stoica che ama cantare. È più piccola di Kyotaro.
Kana Suzuki (鈴木佳奈?, Suzuki Kana)
È spensierata ed espansiva.
Nagi Kodachi (小太刀凪?, Kodachi Nagi)
Vicina di casa di Kyotaro, È una ragazza arrogante che nasconde un segreto.

### Personaggi secondari
Ikkei Takamine (高峰一景?, Takamine Ikkei)
Maho Mochizuki (望月真帆?, Mochizuki Maho)
Miyu Serizawa (芹沢水結?, Serizawa Miyu)
Sayumi Ureshino (嬉野紗弓実?, Ureshino Sayumi)

## Pubblicazioni
Il 27 luglio 2012 venne pubblicato il fanbook con DVD-ROM TECH GIAN Super Prelude 『Daitoshokan no Hitsujikai』 (TECH GIAN スーパープレリュード『大図書館の羊飼い』?), mentre il successivo 30 agosto un book di presentazione, Daitoshokan no Hitsujikai - ouverture (大図書館の羊飼い ouverture?).
Esistono cinque adattamenti manga basati sul gioco:
- Daitoshokan no Hitsujikai, illustrato da Akane Sasaki (già realizzatrice di Fortune Arterial Character's Prelude), iniziò ad essere pubblicato da ASCII Media Works su Dengeki G's Magazine il 30 marzo 2012.
- Daitoshokan no Hitsujikai: the Little lutra lutra, illustrato da Shiroi Kusaka cominciò la serializzazione l'8 giugno dello stesso anno, sul magazine Comptiq di Kadokawa Shoten.
- Daitoshokan no Hitsujikai - Hitoribotchi no Diva, disegnato da Norio Tsukudani, fu serializzato dal 27 settembre 2012 sulla rivista Comic Alive della casa editrice Media Factory.[3]
- Daitoshokan no Hitsujikai - Lovely Librarians, con i disegni di Rico, iniziò la serializzazione nel numero di settembre 2012 del magazine Dengeki Hime di ASCII Media Works, pubblicato a luglio.[4]
- Daitoshokan no Hitsujikai - Library for You, disegnato da Wasabi in formato yonkoma, iniziò a essere pubblicato nel numero di ottobre 2012 del magazine Palette di ASCII Media Works, pubblicato in agosto.[5]